# Гај Клаудије Нерон
Гај Клаудије Нерон (лат. Gaius Claudius Nero) је био римски војсковођа, конзул и цензор. Познат је по победи над Хасдрубалом Барком у бици код Метаура 207. п. н. е.

## Неуспех код Ноле
Током 214. п. н. е. Гај Клаудије Нерон заповедао је јединицом коњице у Ноли. Ханибал је у то време по трећи пут покушао да освоји Нолу, град у Кампанији. Конзул Марко Клаудије Марцел је послао Гаја Клаудија Нерона са најбољом коњицом да се искраде усред ноћи на капији супротно од непријатеља. Дао му је инструкције да се привуче непријатељу иза леђа, да сачека почетак битке и да онда нападне Картагињане са леђа. Нерон није успео да изврши задатак, или се изгубио или није стигао до почетка битке. Римљани су пред Нолом били успешнији, али услед недостатка коњице нису могли да гањају пораженога непријатеља. Када се Нерон појавио Марцел га је оштро критиковао и свалио на њега кривицу што нису однели одлучну победу.

## Учествује у опсади Капуе
Изабран је за претора у Суесули 212. п. н. е. Током 212. п. н. е. конзули Квинт Фулвије Флак и Апије Клаудије Пулхер позвали су га да им као претор помогне у опсади Капуе. Њих тројица су опсели Капуу и почели да граде опсадни зид око Капуе. Остао је код Капуе и као пропретор 211. пре н. е, када је Ханибал безуспешно покушао да ослободи Капуу. Гај Клаудије Нерон је приликом Ханибаловога напада командовао коњицом. Капуа је пала 211. п. н. е.

## У Иберији
Након пада Капуе Риму више није требало толико војске у Кампанији, па су се окренули Иберији. Након погибије оба Сципиона у бици на горњем Бетису ситуација у Иберији је била очајна. Сенат је послао Нерона у Иберију са 6.000 римских пешака и 300 коњаника. Нерон је могао да бира ту војске из састава своје две легије, којима је командовао у Капуи. Поред тога добио је војску и од римских савезника, који су за Иберију опремили 6.000 пешака и 600 коњаника. Нерон се са војском искрцао у Тараку (Тарагон). На Ебру је преузео војску од Луција Марција и онда је кренуо на Хасдрубала Барку. О тој акцији постоји прича, коју су изгледа аналисти навелико исфабриковали, а према којој је Нерон успео да затвори Хасдрубалову војску у земљи Ауретана. Према тој наводној причи Хасдрубал Барка је тада тражио преговоре, а обећавајући да ће напустити Иберију куповао је време потребно да му се војска неопажено извуче из шкрипца. Хасдрубал је успео да превари Нерона и извуче се са целом војском. Нерон је имао проблема са иберским племенима, која су након погибија два Сципиона прешли на страну Картагињана. Рим је током 210. п. н. е. послао у Иберију Сципиона Африканца са 11.000 војника и он је преузео заповедништво у Иберији од Нерона.

## Конзул
Нерон је учествовао 209. п. н. е. у бици код Канусија (Каносе). Римском војском командовао је Марко Клаудије Марцел, а Ханибал је командовао Картагињанима. Нерон је командовао једним од римских крила. Битка се окончала великим губицима на обе стране. Изабран је за конзула 207. п. н. е. заједно са Марком Ливијем Салинатором. Хасдрубал Барка је при крају 208. п. н. е. стигао до Алпа и чекао је пролеће 207. п. н. е. да пређе Алпе. Марко Ливије Салинатор је требало са војском да дочека Хасдрубала при силаску са Алпа у Цисалпинској Галији, тј у Падској низији. Нерон је добио задатак да се бори са Ханибалом на југу Италије и да спречи спајање Ханибалове и Хасдрубалове војске.

## Победа код Грумента
Ханибал је намеравао да поврати у Луканији градове, који су прешли на римску страну, па је сакупио војску и дошао до Грумента, где је успоставио логор. Гај Клаудије Нерон је са римском војском успео да код Грумента победи Ханибала 207. п. н. е. У тој бици погинуло је 8.000 Картагињана. Након пораза Ханибалова војска се повукла у логор и неколико дана Ханибал није излазио у битку, а онда је преко ноћи побегао са својом војском. Гај Клаудије Нерон је са војском кренуо за Ханибалом и цело време га је пратио. За то време Хасдрубал Барка се појавио у Падској низији раније него што је било ко очекивао, па је неометано дошао до Плацентије, коју је једно време опседао. Хасдрубалов циљ је био да се споји са Ханибалом. Послао је Ханибалу курире, предлажући да се састану у Умбрији, али курири и поруке завршили су код конзула Нерона.

## Нерон долази да да помогне Салинатору
Нерон је одмах кренуо са 7.000 пробраних војника према Ливијевој војсци. Логор Марка Ливија Салинатора налазио се крај Сене, а Хасдрубал је био удаљен мање од једног километра. Када је стигао Нерон са новом војском Ливије је одлучио да не шири логор, са циљем да непријатељ не примети колика је римска војска. Нову војску су примали на место на коме је логоровала постојећа, а све са циљем да обману Хасдрубала.

## Битка код Метаура
Марко Ливије Салинатор је до Неронова доласака са 7.000 војника располагао са 4 римске легије и са нешто савезника. Хасдрубал је ујутро, када је требало да дође до битке, приметио да је римска војска постала бројнија, па је због тога одлучио да одбије битку и почео је да се повлачи према Ариминију. Римска војска га је следила и присилила на битку код Метаура. Картагињанска војска је била потпуно поражена у бици код Метаура 207. п. н. е. У бици је погинуо Ханибалов брат Хасдрубал Барка. Гај Клаудије Нерон је дао да се Хасдрубалу одсече глава и да се баци у Ханибалов логор као доказ како му је завршио брат. Марко Ливије Салинатор и Гај Клаудије Нерон су због те победе заслужили тријумфални улазак у Рим.

## Касније дужности
Био је изабран за цензора 204. п. н. е. заједно са Марком Ливијем Салинатором, са којим се стално свађао.
Током 201. п. н. е. делегација Родоса, Пергама и Атине појавила се пред Сенатом у Риму. Информисали су сенаторе о споразуму између Филипа V Македонскога и Антиоха III Великога. Жалили су се и због Филипових напада на њихове територије. Као одговор на те жалбе Римљани су 201. п. н. е. послали три амбасадора Марка Емилија Лепида, Гаја Клаудија Нерона и Публија Семпронија Тудитана. У Грчкој су припремали савезнике за Други македонски рат, а Македонији су упутили два ултиматума. Након тога били су у мисији код Птолемеја да би му објавио да су победили Ханибала и да би захвалили. Тада су тражили и Птолемејеву подршку у борби против македонскога краља Филипа V Македонскога.